# Royal Olympic Club de Charleroi
Royal Olympic Club de Charleroi was een Belgische voetbalclub uit Charleroi en is stadsgenoot van Sporting Charleroi. De club is bij de Voetbalbond aangesloten met stamnummer 246 en heeft zwart-wit als kleuren. De club speelde in zijn geschiedenis een tijd in de hoogste afdeling, maar is daarna weggezakt naar de lagere nationale reeksen. In 2019 slokte men het kleinere Châtelet-Farciennes SC op, de naburige club haar stamnummer verdween en ging onder de naam Olympic Charleroi Châtelet Farciennes in het stadion van Les Dogues spelen.

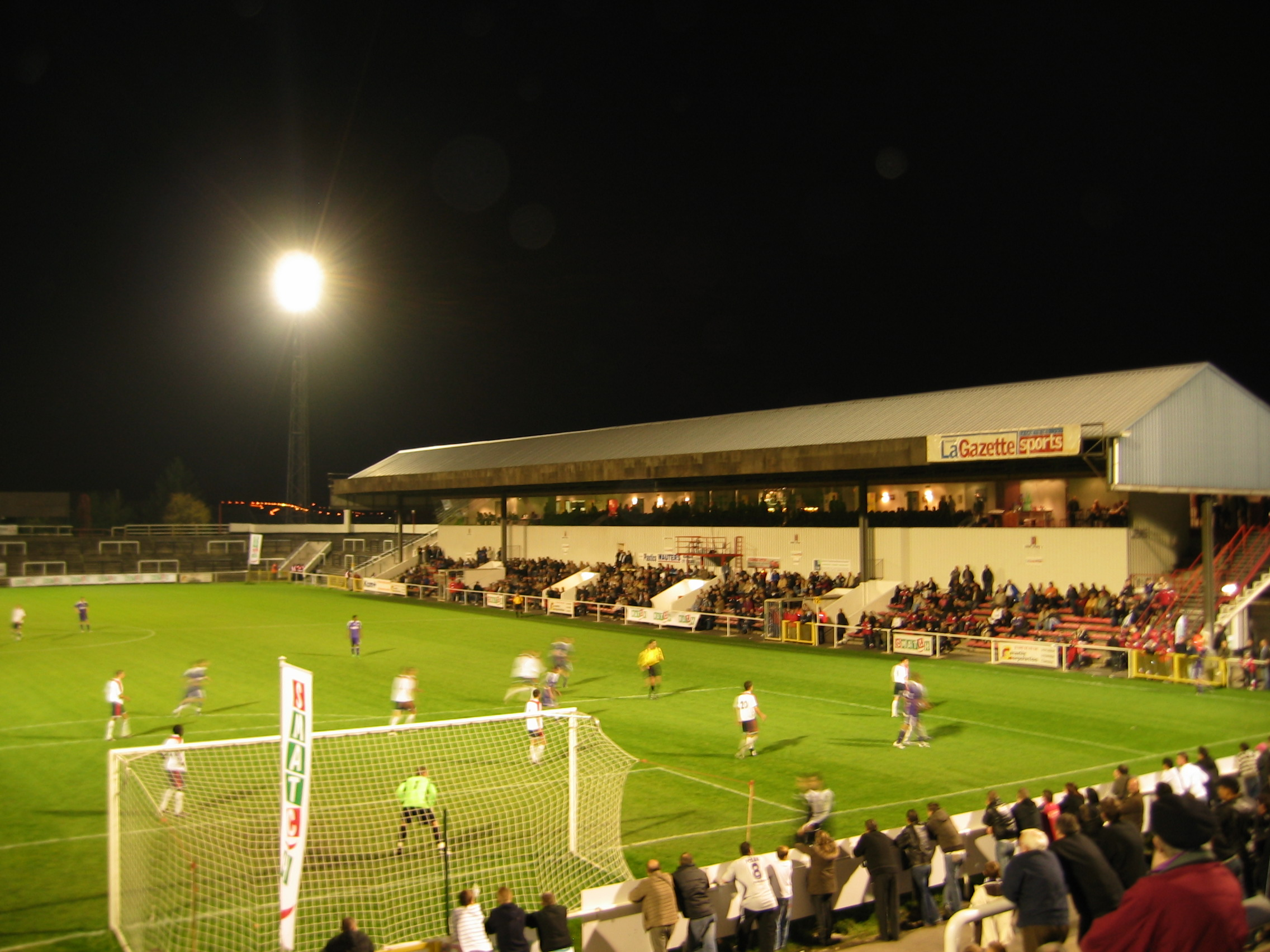
Stade de Neuville tijdens de vriendschappelijke wedstrijd tegen RSC Anderlecht

## Geschiedenis

### Ontstaan van de Club en vroege jaren (1911-1947)
Op 20 september 1911 werd Olympic Club Caroloregian Lodelinsart opgericht en sloot de club zich in 1912 aan bij de UBSSA. In 1914 werd de naam Olympic Club de Charleroi. Halverwege de jaren 20 verscheen de club voor het eerst in de derde klasse, tot men in 1936 kampioen speelde en voor het eerst promoveerde naar Tweede Klasse. Olympic pakte na één seizoen in Tweede in 1937 onmiddellijk weer de titel in de B-reeks. Datzelfde jaar vierde de club bovendien zijn 25-jarig bestaan en kreeg de koninklijke titel; de naam Royal Olympic Club de Charleroi. Olympic mocht nu aantreden in de Eerste Klasse en haalde daar na twee seizoenen een derde plaats. De club draaide mee in de top, maar presteerde tijdens de Tweede Wereldoorlog wat minder, tot men in 1947 het beste resultaat ooit haalde: een tweede plaats in de eindrangschikking, op slechts twee puntjes van kampioen RSC Anderlechtois.

### Verdwijnen uit eerste Klasse (1947-1981)
Vanaf het seizoen 1947/48 kreeg Olympic stadsgenoot R. Charleroi SC naast zich in de hoogste klasse. Olympic draaide enkele jaren mee in de middenmoot, tot de ploeg in 1955 voor de eerste maal degradeerde.De grootste oorzaak was omdat Jacques Leghait niet speelgerechtigd was en acht forfaitscores aan de broek kreeg en zo vijf punten verloor en vooral het geloof. Olympic werd het volgende seizoen echter tweede, met evenveel punten als kampioen RCS Verviétois en nam in 1956 zijn plaats in Eerste Klasse weer in. Olympic bleef echter de komende jaren onderin hangen en werd in 1963 weer laatste en degradeerde weer. Olympic bleef nu tot 1981 in Tweede Klasse, met uitzondering van het seizoen 1967/68 en 1974/75 toen men telkens een promotie naar Eerste had kunnen afdwingen maar na één seizoen weer degradeerde. In 1972 wijzigde de naam van de club naar Royal Olympic Club de Montignies-sur-Sambre, maar in 1982 keerde men echter terug naar de vorige naam.

### Periode in derde klasse (1981-2006)
In 1981 werd Olympic voorlaatste en de club zakte voor het eerst in een kleine halve eeuw weg uit de hoogste twee nationale voetbalklassen. Olympic kende een moeilijke periode, eindigde telkens in de staart in zijn reeks in Derde Klasse en degradeerde in 1984 zelfs naar Vierde klasse, tien jaar nadat de club nog in Eerste had gespeeld. Na het eerste seizoen in de middenmoot, slaagde de ploeg er in 1986 toch in kampioen te spelen in zijn reeks en terug een plaats in te nemen in de Derde Klasse. In 1996 speelde men daar kampioen, maar het verblijf in Tweede was van korte duur en na één seizoen speelde Olympic opnieuw in Derde.
De club ging in 2000 een fusie aan met het naburige RA Marchienne (stamnummer 278), en speelde met het stamnummer van Olympic Charleroi verder als Royal Olympic Club de Charleroi-Marchienne.

### Promotie naar Tweede Klasse (2007-2009)
In het seizoen 2006/07 werd Olympic opnieuw kampioen in Derde Klasse, zodat men na tien jaar opnieuw naar Tweede Klasse promoveerde. Omdat het stadion van Olympic (Stade de la Neuville) werd afgekeurd door de brandweer voor Tweede Klasse moest er een nieuw stadion gezocht worden. Het stadion dat werd gevonden was het stadion van Sporting Charleroi, Stade du Pays de Charleroi. De eerste wedstrijd, tegen Royal Antwerp FC werd in dit stadion afgewerkt, daarna kon weer in La Neuville worden gespeeld.
In seizoen 2007/08 begon de club uitstekend en leek zelfs op een eindrondeticket af te stevenen maar begon dan te slabakken en verzeilde in de lagere middenmoot. Aan het einde van het seizoen leek Olympic even in degradatiegevaar te komen, maar kon dit ondertussen alweer goed maken. Op 26 april kreeg de ploeg opnieuw een licentie om in het seizoen 2008/09 in Tweede Klasse te spelen.
Olympic begon het seizoen relatief slecht, met na 9 matchen slechts 7 punten op 27, en een veertiende plaats. Op 13 oktober werd dan ook besloten trainer Danny Ost te ontslaan. De ploeg bleef ondermaats presteren en werd slechts 15de, zodat barrages net niet vermeden konden worden. De ploeg kon daar wel nog winnen van Wezet, maar verloor daarna van KV Woluwe-Zaventem. Door deze nederlaag degradeerde de club na twee jaar Tweede Klasse terug naar Derde.

### Terug in de derde klasse en teloorgang (2009-2019)
In de derde behaalde de club direct een tweede plaats maar promoveerde niet via de eindrondes. In het seizoen 2010/11 werd een achtste plaats behaald. In juli 2011 bleek de club in ernstige financiële problemen te zijn door een schuld van 200.000 euro en ook dat de spelers al maanden niet betaald waren. Hierdoor dreigt een faillissement Op 9 september mocht de club van de KBVB blijven spelen omdat het haar bondschulden voldaan had. Echter waren de profs niet meer verzekerd waardoor op 10 september tegen KMSK Deinze met een jeugdelftal werd aangetreden (uitslag 7-0 nederlaag). Op 10 oktober is een zitting voor de rechtbank van koophandel over het mogelijke faillissement van de club. Eind september werd de club door de KBVB geschorst en kreeg een speelverbod opgelegd. Op 10 oktober werd de club door de handelsrechtbank failliet verklaard. De KBVB schrapte de club niet uit de stand, maar kende voor iedere wedstrijd een forfaitnederlaag (5-0) toe. De jeugdteams mochten wel de competitie afmaken. Op 30 juni 2012 zou het stamnummer geschrapt worden, maar een investeringsgroep rond Adem Sahin redde de club op het nippertje.
In 2014 eindigde de club zesde in de vierde klasse, maar werd wegens financiële problemen teruggezet naar de eerste provinciale. Na één seizoen promoveerde de club terug. Op 1 juli 2016 wijzigde de club de naam terug in Royal Olympic Club de Charleroi.
In 2019 gingen de Carolo's opnieuw een fusie aan, dit keer met eerste amateurklasser Châtelet-Farciennes SC, dat stamnummer 725 droeg. De club nam het stamnummer van Olympic Charleroi over en nam als naam Olympic Charleroi Châtelet Farciennes, meestal afgekort als Olympic Charleroi CF. Omdat Châtelet-Farciennes in eerste klasse amateurs speelde, mocht de nieuwe ploeg in het eerste seizoen meteen aantreden op het hoogste amateurniveau van België.

## Erelijst
Belgische Eerste klasse
Tweede (1): 1946/47
Belgische Tweede klasse
Winnaar (2): 1936/37, 1973/74
Tweede (2): 1955/56, 1966/67
Belgische Derde klasse
Winnaar (3): 1935/36, 1995/96, 2006/07
Tweede (3): 1926/27, 1987/88, 2009/10
Belgische Vierde klasse
Winnaar (1): 1985/86
Individuele trofeeën
Een speler behaalde een trofee toen hij voor de club speelde:
Topscorer (2)
1943-1944 (Jan Goossens)
1947-1948 (Jan Goossens)

## Resultaten
| Seizoen                                                                                          | Klasse | Klasse | Klasse | Klasse | Klasse | Klasse | Reeks                                                    | Punten                                                   | Opmerkingen | Beker van België |
|                                                                                                  | I      | I      | II     | III    | P.I    | P.II   | Vanaf 1926/27 zijn er 3 nationale niveaus                | Vanaf 1926/27 zijn er 3 nationale niveaus                | Vanaf 1926/27 zijn er 3 nationale niveaus | Beker van België |
| ------------------------------------------------------------------------------------------------ | ------ | ------ | ------ | ------ | ------ | ------ | -------------------------------------------------------- | -------------------------------------------------------- | --- | ---------------- |
| Als OC de Charleroi (Olympic Club de Charleroi)                                                  |        |        |        |        |        |        |                                                          |                                                          | |                  |
| 1926/27                                                                                          |        |        |        | 2      |        |        | Bevordering C                                            | 35                                                       | |                  |
| 1927/28                                                                                          |        |        |        | 7      |        |        | Bevordering B                                            | 29                                                       | |                  |
| 1928/29                                                                                          |        |        |        | 4      |        |        | Bevordering B                                            | 36                                                       | |                  |
| 1929/30                                                                                          |        |        |        | 5      |        |        | Bevordering B                                            | 32                                                       | |                  |
| 1930/31                                                                                          |        |        |        | 11     |        |        | Bevordering B                                            | 16                                                       | |                  |
| 1931/32                                                                                          |        |        |        | 5      |        |        | Bevordering C                                            | 30                                                       | |                  |
| 1932/33                                                                                          |        |        |        | 6      |        |        | Bevordering C                                            | 27                                                       | |                  |
| 1933/34                                                                                          |        |        |        | 7      |        |        | Bevordering C                                            | 25                                                       | |                  |
| 1934/35                                                                                          |        |        |        | 10     |        |        | Bevordering C                                            | 25                                                       | |                  |
| 1935/36                                                                                          |        |        |        | 1      |        |        | Bevordering B                                            | 50                                                       | |                  |
| 1936/37                                                                                          |        |        | 1      |        |        |        | Eerste Afdeling B                                        | 42                                                       | |                  |
| Als ROC de Charleroi (Royal Olympic Club de Charleroi)                                           |        |        |        |        |        |        |                                                          |                                                          | |                  |
| 1937/38                                                                                          | 11     | 11     |        |        |        |        | Ere Afdeling                                             | 22                                                       | |                  |
| 1938/39                                                                                          | 3      | 3      |        |        |        |        | Ere Afdeling                                             | 33                                                       | |                  |
| 1939/40                                                                                          | 4      | 4      |        |        |        |        | Ere Afdeling                                             | 12                                                       | Competitie voortijdig stopgezet wegens Wereldoorlog II |                  |
| 1940/41                                                                                          | 3      | 3      |        |        |        |        | Ere Afdeling A                                           | 14                                                       | Speciale noodcompetitie tijdens de oorlog, met twee provinciale reeksen |                  |
| 1941/42                                                                                          | 4      | 4      |        |        |        |        | Ere Afdeling                                             | 33                                                       | |                  |
| 1942/43                                                                                          | 9      | 9      |        |        |        |        | Ere Afdeling                                             | 27                                                       | |                  |
| 1943/44                                                                                          | 9      | 9      |        |        |        |        | Ere Afdeling                                             | 28                                                       | |                  |
| 1944/45                                                                                          | 8      | 8      |        |        |        |        | Ere Afdeling                                             | 16                                                       | Competitie voortijdig stopgezet wegens Wereldoorlog II |                  |
| 1945/46                                                                                          | 17     | 17     |        |        |        |        | Ere Afdeling                                             | 30                                                       | |                  |
| 1946/47                                                                                          | 2      | 2      |        |        |        |        | Ere Afdeling                                             | 48                                                       | |                  |
| 1947/48                                                                                          | 6      | 6      |        |        |        |        | Ere Afdeling                                             | 30                                                       | |                  |
| 1948/49                                                                                          | 14     | 14     |        |        |        |        | Ere Afdeling                                             | 25                                                       | |                  |
| 1949/50                                                                                          | 8      | 8      |        |        |        |        | Ere Afdeling                                             | 32                                                       | |                  |
| 1950/51                                                                                          | 9      | 9      |        |        |        |        | Ere Afdeling                                             | 29                                                       | |                  |
| 1951/52                                                                                          | 8      | 8      |        |        |        |        | Ere Afdeling                                             | 31                                                       | |                  |
|                                                                                                  | I      | I      | II     | III    | IV     | P.I    | Vanaf 1952/53 zijn er 4 nationale niveaus                | Vanaf 1952/53 zijn er 4 nationale niveaus                | Vanaf 1952/53 zijn er 4 nationale niveaus | Beker            |
| 1952/53                                                                                          | 7      | 7      |        |        |        |        | Eerste Klasse                                            | 30                                                       | | ?                |
| 1953/54                                                                                          | 9      | 9      |        |        |        |        | Eerste Klasse                                            | 30                                                       | | R5               |
| 1954/55                                                                                          | 16     | 16     |        |        |        |        | Eerste Klasse                                            | 17                                                       | | 1/16             |
| 1955/56                                                                                          |        |        | 2      |        |        |        | Tweede Klasse                                            | 40                                                       | | R5               |
| 1956/57                                                                                          | 11     | 11     |        |        |        |        | Eerste Klasse                                            | 25                                                       | | ?                |
| 1957/58                                                                                          | 11     | 11     |        |        |        |        | Eerste Klasse                                            | 26                                                       | | ?                |
| 1958/59                                                                                          | 11     | 11     |        |        |        |        | Eerste Klasse                                            | 24                                                       | | ?                |
| 1959/60                                                                                          | 10     | 10     |        |        |        |        | Eerste Klasse                                            | 29                                                       | | ?                |
| 1960/61                                                                                          | 13     | 13     |        |        |        |        | Eerste Klasse                                            | 26                                                       | | ?                |
| 1961/62                                                                                          | 13     | 13     |        |        |        |        | Eerste Klasse                                            | 25                                                       | | ?                |
| 1962/63                                                                                          | 16     | 16     |        |        |        |        | Eerste Klasse                                            | 19                                                       | | ?                |
| 1963/64                                                                                          |        |        | 3      |        |        |        | Tweede Klasse                                            | 44                                                       | | 1/4              |
| 1964/65                                                                                          |        |        | 4      |        |        |        | Tweede Klasse                                            | 32                                                       | | 1/16             |
| 1965/66                                                                                          |        |        | 4      |        |        |        | Tweede Klasse                                            | 36                                                       | | R5               |
| 1966/67                                                                                          |        |        | 2      |        |        |        | Tweede Klasse                                            | 43                                                       | | 1/16             |
| 1967/68                                                                                          | 16     | 16     |        |        |        |        | Eerste Klasse                                            | 20                                                       | | 1/16             |
| 1968/69                                                                                          |        |        | 5      |        |        |        | Tweede Klasse                                            | 34                                                       | | R5               |
| 1969/70                                                                                          |        |        | 8      |        |        |        | Tweede Klasse                                            | 31                                                       | | 1/2              |
| 1970/71                                                                                          |        |        | 14     |        |        |        | Tweede Klasse                                            | 22                                                       | | R5               |
| 1971/72                                                                                          |        |        | 5      |        |        |        | Tweede Klasse                                            | 36                                                       | | 1/16             |
| Als ROC de Montignies-sur-Sambre (Royal Olympic Club de Montignies-sur-Sambre)                   |        |        |        |        |        |        |                                                          |                                                          | |                  |
| 1972/73                                                                                          |        |        | 12     |        |        |        | Tweede Klasse                                            | 26                                                       | | R5               |
| 1973/74                                                                                          |        |        | 1      |        |        |        | Tweede Klasse                                            | 41                                                       | | R5               |
| 1974/75                                                                                          | 19     | 19     |        |        |        |        | Eerste Klasse                                            | 23                                                       | | 1/16             |
| 1975/76                                                                                          |        |        | 11     |        |        |        | Tweede Klasse                                            | 28                                                       | | 1/16             |
| 1976/77                                                                                          |        |        | 10     |        |        |        | Tweede Klasse                                            | 29                                                       | | 1/8              |
| 1977/78                                                                                          |        |        | 13     |        |        |        | Tweede Klasse                                            | 25                                                       | | 1/16             |
| 1978/79                                                                                          |        |        | 13     |        |        |        | Tweede Klasse                                            | 23                                                       | | 1/16             |
| 1979/80                                                                                          |        |        | 6      |        |        |        | Tweede Klasse                                            | 30                                                       | | 1/8              |
| 1980/81                                                                                          |        |        | 15     |        |        |        | Tweede Klasse                                            | 17                                                       | | R5               |
| 1981/82                                                                                          |        |        |        | 11     |        |        | Derde Klasse A                                           | 24                                                       | | R5               |
| Als ROC de Charleroi (Royal Olympic Club de Charleroi)                                           |        |        |        |        |        |        |                                                          |                                                          | |                  |
| 1982/83                                                                                          |        |        |        | 11     |        |        | Derde Klasse A                                           | 28                                                       | | R5               |
| 1983/84                                                                                          |        |        |        | 15     |        |        | Derde Klasse A                                           | 19                                                       | | R5               |
| 1984/85                                                                                          |        |        |        |        | 8      |        | Vierde Klasse B                                          | 29                                                       | | R5               |
| 1985/86                                                                                          |        |        |        |        | 1      |        | Vierde Klasse C                                          | 46                                                       | | R4               |
| 1986/87                                                                                          |        |        |        | 13     |        |        | Derde Klasse A                                           | 26                                                       | | R4               |
| 1987/88                                                                                          |        |        |        | 2      |        |        | Derde Klasse A                                           | 40                                                       | | 1/16             |
| 1988/89                                                                                          |        |        |        | 4      |        |        | Derde Klasse A                                           | 35                                                       | | R4               |
| 1989/90                                                                                          |        |        |        | 12     |        |        | Derde Klasse A                                           | 24                                                       | | R5               |
| 1990/91                                                                                          |        |        |        | 5      |        |        | Derde Klasse A                                           | 34                                                       | | R4               |
| 1991/92                                                                                          |        |        |        | 3      |        |        | Derde Klasse A                                           | 35                                                       | | 1/16             |
| 1992/93                                                                                          |        |        |        | 7      |        |        | Derde Klasse A                                           | 32                                                       | | 1/8              |
| 1993/94                                                                                          |        |        |        | 4      |        |        | Derde Klasse A                                           | 35                                                       | | 1/16             |
| 1994/95                                                                                          |        |        |        | 3      |        |        | Derde Klasse A                                           | 41                                                       | | R3               |
| 1995/96                                                                                          |        |        |        | 1      |        |        | Derde Klasse A                                           | 57                                                       | | R4               |
| 1996/97                                                                                          |        |        | 16     |        |        |        | Tweede Klasse                                            | 33                                                       | | R5               |
| 1997/98                                                                                          |        |        |        | 13     |        |        | Derde Klasse A                                           | 33                                                       | | R5               |
| 1998/99                                                                                          |        |        |        | 8      |        |        | Derde Klasse A                                           | 41                                                       | | R5               |
| 1999/00                                                                                          |        |        |        | 3      |        |        | Derde Klasse B                                           | 50                                                       | | R4               |
| Als ROC de Charleroi-Marchienne (Royal Olympic Club de Charleroi-Marchienne)                     |        |        |        |        |        |        |                                                          |                                                          | |                  |
| 2000/01                                                                                          |        |        |        | 13     |        |        | Derde Klasse B                                           | 34                                                       | | R5               |
| 2001/02                                                                                          |        |        |        | 6      |        |        | Derde Klasse B                                           | 49                                                       | | R3               |
| 2002/03                                                                                          |        |        |        | 3      |        |        | Derde Klasse B                                           | 55                                                       | | R3               |
| 2003/04                                                                                          |        |        |        | 9      |        |        | Derde Klasse B                                           | 36                                                       | | R4               |
| 2004/05                                                                                          |        |        |        | 9      |        |        | Derde Klasse B                                           | 37                                                       | | 1/8              |
| 2005/06                                                                                          |        |        |        | 4      |        |        | Derde Klasse B                                           | 47                                                       | | 1/16             |
| 2006/07                                                                                          |        |        |        | 1      |        |        | Derde Klasse B                                           | 57                                                       | | R4               |
| 2007/08                                                                                          |        |        | 11     |        |        |        | Tweede Klasse                                            | 46                                                       | | 1/16             |
| 2008/09                                                                                          |        |        | 15     |        |        |        | Tweede Klasse                                            | 39                                                       | | R5               |
| 2009/10                                                                                          |        |        |        | 2      |        |        | Derde Klasse B                                           | 62                                                       | | R4               |
| 2010/11                                                                                          |        |        |        | 8      |        |        | Derde Klasse B                                           | 55                                                       | | R4               |
| 2011/12                                                                                          |        |        |        | 18     |        |        | Derde Klasse A                                           | 0                                                        | Wegens faillissement op 10 oktober uit competitie genomen. Uitslagen werden na het seizoen geschrapt                                                                       | R3               |
| 2012/13                                                                                          |        |        |        |        | 9      |        | Vierde Klasse D                                          | 39                                                       | | R2               |
| 2013/14                                                                                          |        |        |        |        | 6      |        | Vierde Klasse A                                          | 50                                                       | Na dit seizoen teruggezet naar Eerste Provinciale wegens de financiële problemen                                                                                           | R3               |
| 2014/15                                                                                          |        |        |        |        |        | 1      | Eerste prov. Hen.                                        | 84                                                       | | -                |
| 2015/16                                                                                          |        |        |        |        | 1      |        | Vierde Klasse B                                          | 62                                                       | | R4               |
| Als Royal Olympic Club de Charleroi                                                              |        |        |        |        |        |        |                                                          |                                                          | |                  |
|                                                                                                  | 1A     | 1B     | 1Am    | 2Am    | 3Am    | P.I    | Vanaf 2016-17 zijn er 3 nationale en 2 regionale niveaus | Vanaf 2016-17 zijn er 3 nationale en 2 regionale niveaus | Vanaf 2016-17 zijn er 3 nationale en 2 regionale niveaus | Beker            |
| 2016/17                                                                                          |        |        |        | 3      |        |        | Tweede klasse Am.                                        | 51                                                       | | R2               |
| 2017/18                                                                                          |        |        |        | 3      |        |        | Tweede klasse Am.                                        | 54                                                       | | R3               |
| 2018/19                                                                                          |        |        |        | 15     |        |        | Tweede klasse Am.                                        | 24                                                       | Fusie met Châtelet-Farciennes SC, de club bleef in haar eigen stadion met haar eigen stamnummer spelen. Men mocht echter door de fusie aantreden in Eerste klasse amateurs | 1/16             |
| Fusie met Châtelet-Farciennes SC om zo verder te gaan als Olympic Charleroi Châtelet Farciennes. |        |        |        |        |        |        |                                                          |                                                          | |                  |

## Trainers
- 2006-2007  Dany Ost
- 2007-2008  Dany Ost
- 2008-2009  Dany Ost,  Yves Soudan,  Dominique Cionci
- 2009-2010  Dante Brogno
- 2010-2011  Alex Czerniatynski
- 2011-2012  Alex Czerniatynski (club uit competitie genomen in oktober)
- 2012-2013  Antonio Maraschiello,  Thierry Pister,  Yves Soudan
- 2013-2014  Tibor Balog
- 2014-2015  Tibor Balog
- 2015-2016  Tibor Balog
- 2016-2017  Söner Yurdakul
- 2017-2018  Söner Yurdakul
- 2018-2019  Söner Yurdakul